# Epicadus
Genre
Synonymes
- Tobias Simon, 1895

Epicadus est un genre d'araignées aranéomorphes de la famille des Thomisidae.

## Distribution
Les espèces de ce genre se rencontrent de l'Argentine au Mexique.

## Liste des espèces
Selon World Spider Catalog (version 22.5, 30/11/2021) :
- Epicadus camelinus (O. Pickard-Cambridge, 1869)
- Epicadus dimidiaster Machado, Teixeira & Lise, 2018
- Epicadus granulatus Banks, 1909
- Epicadus heterogaster (Guérin, 1829)
- Epicadus pulcher (Mello-Leitão, 1929)
- Epicadus rubripes Mello-Leitão, 1924
- Epicadus stelloides (Walckenaer, 1837)
- Epicadus taczanowskii (Roewer, 1951)
- Epicadus tigrinus Machado, Teixeira & Lise, 2018
- Epicadus trituberculatus (Taczanowski, 1872)
- Epicadus tuberculatus (Petrunkevitch, 1910)

## Publication originale
- Simon, 1895 : Histoire naturelle des araignées. Paris, vol. 1, p. 761-1084 (texte intégral).